# Copa Nehru 1985
La Copa Nerhu 1985 fue la cuarta edición de la Copa Nehru. Tuvo lugar entre el 22 de enero y el 4 de febrero de 1985 en Cochín, India.

## Formato
Un total de 8 equipos participaron en el torneo, divididos en 2 grupos de 4 equipos cada uno.
Los 2 primeros de cada grupo clasificaron a semifinales.

## Equipos participantes
| Equipos participantes | Equipos participantes | Equipos participantes | Equipos participantes |
| --------------------- | --------------------- | --------------------- | --------------------- |
| Marruecos             | Corea del Sur (Joven) | Argelia               | India                 |
| Yugoslavia            | Unión Soviética       | Irán                  | China Universitario   |

## Resultados

### Primera fase

#### Grupo A
| Equipo                | Pts | PJ | PG | PE | PP | GF | GC | Dif |
| --------------------- | --- | -- | -- | -- | -- | -- | -- | --- |
| Marruecos             | 5   | 3  | 2  | 1  | 0  | 7  | 2  | 5   |
| Corea del Sur (Joven) | 5   | 3  | 2  | 1  | 0  | 6  | 3  | 3   |
| Argelia               | 2   | 3  | 1  | 0  | 2  | 4  | 9  | -5  |
| India                 | 0   | 3  | 0  | 0  | 3  | 2  | 5  | -3  |

| 22 de enero de 1985 | Marruecos                                            | 4:0 | Argelia | Maharajah, Kochi |  |
|                     | Benhaky 12' · El-Biyaz 44' · Timoumi 56' · Dahan 64' |     |         |                  |  |

| 23 de enero de 1985 | India | 0:1 | Corea del Sur (Joven) | Maharajah, Kochi                              |                                               |
|                     |       |     | Sam-Soo 78'           | Árbitro(s): Bahman Bouhlooli Ghezelche (Irán) | Árbitro(s): Bahman Bouhlooli Ghezelche (Irán) |

| 26 de enero de 1985 | Marruecos                  | 2:2 | Corea del Sur (Joven)       | Maharajah, Kochi                |                                 |
|                     | Timoumi 29' · El-Biyaz 78' |     | Jong-Boo 7' · Yoon-Kyun 51' | Árbitro(s): Milan Datta (India) | Árbitro(s): Milan Datta (India) |

| 27 de enero de 1985 | India                              | 2:3 | Argelia                                    | Maharajah, Kochi                              |                                               |
|                     | Mukherjee 65' · Banerjee/Panji 70' |     | Mehaid 77' · Belkhetouat 86' · Badache 88' | Árbitro(s): Bahman Bouhlooli Ghezelche (Irán) | Árbitro(s): Bahman Bouhlooli Ghezelche (Irán) |

| 30 de enero de 1985 | Argelia       | 1:3 | Corea del Sur (Joven)                    | Maharajah, Kochi                      |                                       |
|                     | Messaoudi 85' |     | Jong-Boo 9' · Joo-Sung 73' · Sam-Soo 88' | Árbitro(s): Syed Shahid Hakim (India) | Árbitro(s): Syed Shahid Hakim (India) |

| 31 de enero de 1985 | India | 0:1 | Marruecos | Maharajah, Kochi                           |                                            |
|                     |       |     | Rajhy 34' | Árbitro(s): Park Hee-Chang (Corea del Sur) | Árbitro(s): Park Hee-Chang (Corea del Sur) |

#### Grupo B
| Equipo          | Pts | PJ | PG | PE | PP | GF | GC | Dif |
| --------------- | --- | -- | -- | -- | -- | -- | -- | --- |
| Yugoslavia      | 5   | 3  | 2  | 1  | 0  | 6  | 3  | 3   |
| Unión Soviética | 4   | 3  | 2  | 0  | 1  | 6  | 4  | 2   |
| Irán            | 2   | 3  | 1  | 0  | 2  | 5  | 5  | 0   |
| China Univ.     | 1   | 3  | 0  | 1  | 2  | 3  | 8  | -5  |

| 20 de enero de 1985 | Yugoslavia                    | 3:1 | Irán       | Maharajah, Kochi                 |                                  |
|                     | Baljic 39' 59' · Mlinaric 82' |     | Peyous 74' | Árbitro(s): Hakim Shetty (India) | Árbitro(s): Hakim Shetty (India) |

| 21 de enero de 1985 | Unión Soviética                    | 3:2 | China Univ.        | Maharajah, Kochi                      |                                       |
|                     | Stukashov 9' 70' · Litovchenko 24' |     | Chao 55' · Lin 68' | Árbitro(s): Syed Shahid Hakim (India) | Árbitro(s): Syed Shahid Hakim (India) |

| 24 de enero de 1985 | Irán                                          | 4:0 | China Univ. | Maharajah, Kochi                          |                                           |
|                     | Peyous 24' · Fath-Abadi 39' 73' · Changiz 51' |     |             | Árbitro(s): Gangadharam Natarajan (India) | Árbitro(s): Gangadharam Natarajan (India) |

| 25 de enero de 1985 | Unión Soviética | 1:2 | Yugoslavia                        | Maharajah, Kochi                           |                                            |
|                     | Larionov 12'    |     | Hadzibegic 16' pen. · Vujovic 83' | Árbitro(s): Park Hee-Chang (Corea del Sur) | Árbitro(s): Park Hee-Chang (Corea del Sur) |

| 28 de enero de 1985 | Unión Soviética                    | 2:0 | Irán | Maharajah, Kochi                     |                                      |
|                     | Zygmantovich 48' · Protasov 69/79' |     |      | Árbitro(s): Floriano Sanches (India) | Árbitro(s): Floriano Sanches (India) |

| 29 de enero de 1985 | Yugoslavia   | 1:1 | China Univ. | Maharajah, Kochi |  |
|                     | Zivkovic 61' |     | Kexing 58'  |                  |  |

### Segunda fase
|  | Semifinales           | Semifinales |                 |            | Final | Final |  |
|  |                       |             |                 |            |       |       |  |
|  |                       |             |                 |            |       |       |  |
|  | Yugoslavia            | 3           |                 |            |       |       |  |
|  | Yugoslavia            | 3           |                 |            |       |       |  |
|  | Corea del Sur (Joven) | 1           |                 |            |       |       |  |
|  | Corea del Sur (Joven) | 1           |                 | Yugoslavia | 1     |       |  |
|  |                       |             |                 | Yugoslavia | 1     |       |  |
|  |                       |             | Unión Soviética | 2          |       |       |  |
|  | Marruecos             | 0           | Unión Soviética | 2          |       |       |  |
|  | Marruecos             | 0           |                 |            |       |       |  |
|  | Unión Soviética       | 1           |                 |            |       |       |  |
|  | Unión Soviética       | 1           |                 |            |       |       |  |
|  |                       |             |                 |            |       |       |  |

#### Semifinales
| 1 de enero de 1985 | Yugoslavia                            | 3:1 | Corea del Sur (Joven) | Maharajah, Kochi               |                                |
|                    | Vokrri 20' · Gudelj 67' · Vujovic 87' |     | Sam-Soo 62'           | Árbitro(s): Bao Yuzhen (China) | Árbitro(s): Bao Yuzhen (China) |

| 2 de febrero de 1985 | Marruecos | 0:1 | Unión Soviética | Maharajah, Kochi                           |                                            |
|                      |           |     | Dmitriyev 22'   | Árbitro(s): Park Hee-Chang (Corea del Sur) | Árbitro(s): Park Hee-Chang (Corea del Sur) |

#### Final
| 4 de febrero de 1985 | Yugoslavia          | 1:2     | Unión Soviética            | Maharajah, Kochi                      |                                       |
|                      | Hadzibegic 23' pen. | Reporte | Aleinikov 12' · Kondratiev | Árbitro(s): Syed Shahid Hakim (India) | Árbitro(s): Syed Shahid Hakim (India) |